# David Kitt
David Kitt (Dublino, 1975) è un musicista irlandese.
Con il padre e lo zio, anch'essi musicisti, forma sin da bambino un gruppo folk con cui gira per il paese. Studia musica al Trinity College di Dublino dove comincia ad esibirsi solo dal vivo. Grazie alle conoscenze acquisite in campo musicale e tecnologico, realizza nella sua stanza il suo primo mini album con otto tracce. Il suo album d'esordio, "Small Moments", è una raccolta di canzoni acustiche in cui si mescolano tenui orchestrazioni elettroniche. 

## Discografia
- Small Moments (2000)
- The Big Romance (2001)
- Square 1 (2003)
- The Black And Red Notebook (2004)
- Not Fade Away (2006)
- The Nightsaver (2010)